# Szokolay Olly

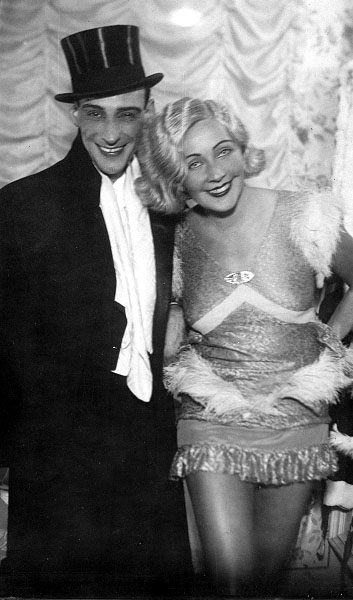
Fényes Szabolcs: Manolita. Fővárosi Operettszínház. Latabár Kálmánnal Fényes Szabolcs és Harmath Imre: Manolita című darabjában a Fővárosi Operettszínházban.

Szokolay Olly, Szokolay Olívia (Budapest, 1902. április 16. – Budapest, 1980. szeptember 11.) színésznő.

## Életútja
Szokolay József kőművessegéd és Kovacsik Erzsébet leányaként született. Rákosi Szidi színiiskolájában tanult. 8 éves korában az Operában kezdte a pályát, a balettben, ahol 18 éves koráig működött. Ezután az Eskütéri Színházban játszott, a Férjhez ment a feleségem című darabban elért sikere után Bécsbe szerződött. 1921. szeptember 11-én Budapesten, az Erzsébetvárosban férjhez ment Korda Zoltán mozirendezőhöz, majd 1924-ben elváltak. Nemsokára a Fővárosi Operettszínház ajánlatát fogadta el. 1929. február 4-én Budapesten, az Erzsébetvárosban Harmath Imre színműíró neje lett. 1941-től szubrettként a Fővárosi Operettszínház tagja volt.

## Fontosabb színházi szerepei
- Babette (Ábrahám Pál: Zenebona)
- Zsuzsi (Ábrahám Pál: Az utolsó Verebély lány)
- Marguita (Maurice Yvain: Yes)
- Lilian (Fall: Ez hát a szerelem)
- Madelaine (Fényes Szabolcs: Maya)

## Filmszerepei
- Kard és eke (1918, propaganda)
- Lesz maga juszt is az enyém (1922, szkeccs)
- Csak nővel ne! (1924) – Helen Rye
- Aranypáva (1929) – Kitty
- Bűnös vagyok (1941) – Lola barátnője